# Confederazione Prussiana
La Confederazione Prussiana o Alleanza contro i Signori (in tedesco: Preußischer Bund e Bund vor Gewalt, in polacco: Związek Pruski) fu un'organizzazione fondata il 21 febbraio 1440 da un gruppo di 53 possidenti e uomini di chiesa e 19 città prussiane, sotto la guida delle città anseatiche di Danzig (Danzica), Elbing (Elbląg), e Thorn (Toruń).
Lo scopo era la resistenza contro le alte tasse e la politica imposta dopo la Pace di Toruń del 1411 nello Stato Monastico dei Cavalieri Teutonici, che aveva base nelle terre prussiane governate dall'Ordine Teutonico. Jan Bażyński (o Bażeński, detto in tedesco Johannes o Hans o Johann von Baysen) guidava i cavalieri, e fu poi nominato governatore dal Re della Polonia in quella che poi divenne la Prussia Reale.

## Situazione politica
Dopo la sconfitta nella Battaglia di Grunwald del 1410, i Cavalieri dovettero pagare i danni alla Polonia, e lo Stato Monastico impose alte tasse sulle città che poi si organizzarono per opporsi a questa politica. Dal 1441 al 1449 Konrad von Erlichshausen, Hochmeister dell'Ordine, cercò di negoziare un compromesso. Il successore Ludwig von Erlichshausen, Gran Maestro dal 1450 al 1467 organizzò una causa presso il tribunale di Federico III d'Asburgo, il cui verdetto del 1453 dichiarò illegale la Confederazione.

## Guerra dei tredici anni
Nel febbraio del 1454 la Confederazione Prussiana si ribellò contro il governo dell'Ordine Teutonico, richiedendo la protezione del re Casimiro IV Jagellone di Polonia (che aveva sposato Elisabetta d'Austria, la figlia dell'imperatore Alberto II di Germania) come garante per i loro diritti e privilegi. La guerra dei tredici anni finì con la sconfitta dell'Ordine Teutonico, e con la Pace di Toruń del 1466. La parte occidentale della Prussia fu in seguito chiamata Prussia Reale, e fu ceduta alla corona polacca. La parte orientale della Prussia rimase nello Stato dei Cavalieri, ma ancora sotto l'influenza dei re polacchi.

## Conseguenze
Sia i polacchi che l'Ordine Teutonico si accordarono per cercare l'approvazione dell'accordo sia da parte dell'imperatore che del Papa, ma misero in chiaro che la loro approvazione non sarebbe stata necessaria per la validità del trattato. Né l'imperatore né il Papa riconobbero l'accordo con lo stato polacco. Scoppiò invece un piccolo conflitto, detto "Guerra dei Sacerdoti", riguardo allo status del vescovado della Varmia.